# Aleksander Gębski
Aleksander Benedykt Gębski (ur. 1845, zm. 7 marca 1930) – podporucznik, weteran powstania styczniowego.
Aleksander Benedykt Gębski urodził się we wsi Trzydnik Mały na Lubelszczyźnie. Jego losy w powstaniu nie są znane.
W 1930 roku został odznaczony Krzyżem Niepodległości z Mieczami. 
W latach dwudziestych XX wieku mieszkał w Lublinie. Zmarł 7 marca 1930 roku, został pochowany na cmentarzu przy ul. Lipowej w Lublinie.